# Lista de Estados soberanos em 1801

## África
| Bandeira | Nome                    | Capital(is)     | Forma de Governo/Tipo   | Existênsia        | Localização        |
| -------- | ----------------------- | --------------- | ----------------------- | ----------------- | ------------------ |
|          | Reino de Ancolé         | Mbarara         | Monarquia, Reino        | século XIV — 1967 | Uganda             |
|          | Reino Anziku            | Monsol          | Monarquia, Reino        | séc XVII — 1875   | Congo              |
|          | Confederação Aro        | Arochukwu       | Monarquia, Confederação | 1690 — 1902       | Nigéria            |
|          | Império Axante          | Cumasi          | Monarquia, Federação    | 1670 – 1957       | África Ocidental   |
|          | Reino de Baguirmi       | Massenya        | Monarquia, Sultanato    | 1480 - 1897       | Chade              |
|          | Império Bamana          | Segu            | Monarquia, Império      | 1712-1862         | Mali               |
|          | Reino de Baol           | Diurbel         | Monarquia, Reino Tribal | 1555 - 1895       | Mali               |
|          | Reino do Benim          | Cidade do Benim | Monarquia, Reino        | 1180 – 1897       | Nigéria            |
|          | Império de Bornu        | Gazargamo       | Monarquia, Império      | 1387 — 1893       | África Central     |
|          | Reino de Buganda        | Mengo           | Monarquia, Reino        | século XIV - 1967 | Uganda             |
|          | Reino de Bunyoro-Kitara | Hoima           | Monarquia, Reino        | século XIV - 1967 | Uganda             |
|          | Reino do Congo          | M'Banza Kongo   | Monarquia, Reino        | 1390 – 1914       | Angola             |
|          | Reino do Daomé          | Abomei          | Monarquia, Reino        | 1620 — 1904       | Benim              |
|          | Império Etíope          | Gondar          | Monarquia, Império      | 1270 – 1974       | Etiópia e Eritreia |
|          | Sultanato Oatácida      | Fez             | Monarquia, Sultanato    | 1472-1554         | Marrocos           |
|          | Império de Oió          | Oió-Ilê         | Monarquia, Império      | 1400 – 1896       | Nigéria, Benim     |
|          | Reino de Quenedugu      | Bugula          | Monarquia, Reino        | 1650 – 1898       | Mali               |
|          | Império de Uadai        | Abéché          | Monarquia, Sultanato    | 1501 — 1912       | Chade              |
|          | Reino Uolofe            | Linguère        | Monarquia, Reino        | 1549 – 1875       | Senegal            |

## América
| Bandeira | Nome           | Capital(is) | Forma de Governo/Tipo | Existênsia              | Localização      |
| -------- | -------------- | ----------- | --------------------- | ----------------------- | ---------------- |
|          | Estados Unidos | Washington  | República, Federação  | 1776 - Estado existente | América do Norte |

## Ásia
| Bandeira | Nome              | Capital(is) | Forma de Governo/Tipo                                  | Existênsia              | Localização                              |
| -------- | ----------------- | ----------- | ------------------------------------------------------ | ----------------------- | ---------------------------------------- |
|          | Dinastia Tây Son  | Phú Xuân    | Monarquia, Reino                                       | 1778-1802               | Vietnã                                   |
|          | Butão             | Thimphu     | Monarquia, Reino                                       | 1634 - Estado existente | Himalaias                                |
|          | Império do Brunei | Brunei      | Monarquia, Sultanato/Império                           | 1368-1888               | Bornéu                                   |
|          | Emirado de Bucara | Bucara      | Monarquia, Emirado                                     | 1785 – 1920             | Uzbequistão                              |
|          | Reino do Camboja  | Oudong      | Monarquia absoluta, Reino                              | 1431 - 1863             | Camboja                                  |
|          | Canato de Cocande | Cocande     | Monarquia, Canato                                      | 1709 — 1876             | Uzbequistão                              |
|          | Dinastia Konbaung | Amarapura   | Monarquia, Reino                                       | 1752 – 1885             | Birmânia                                 |
|          | Dinastia Qing     | Pequim      | Monarquia, Império                                     | 1636 - 1912             | China e Mongólia                         |
|          | Império Durrani   | Cabul       | Monarquia, Império                                     | 1747 - 1842             | Afeganistão e Paquistão                  |
|          | Xogunato Tokugawa | Edo         | Monarquia (de jure)/Ditadura militar feudal (de facto) | 1600 – 1868             | Japão                                    |
|          | Canato de Quiva   | Quiva       | Monarquia, Canato                                      | 1511 – 1920             | Turcomenistão, Uzbequistão e Cazaquistão |

## Europa
| Bandeira | Nome                                  | Capital(is)          | Forma de Governo/Tipo                  | Existênsia              | Localização                                            |
| -------- | ------------------------------------- | -------------------- | -------------------------------------- | ----------------------- | ------------------------------------------------------ |
|          | Andorra                               | Andorra-a-Velha      | Diarquia, Principado                   | 1814 - Estado existente | Pirenéus                                               |
|          | República de Cospaia                  | Cospaia              | República, Microestado                 | 1440 – 1826             | Itália                                                 |
|          | Reino da Dinamarca e Noruega          | Copenhague           | Monarquia, Reino                       | 1524 – 1814             | Escandinávia e Groenlândia                             |
|          | Espanha                               | Madri                | Monarquia, Reino                       | 1700 - 1810             | Espanha                                                |
|          | Império Otomano                       | Istambul             | Monarquia, Sultanato/Império           | 1299 – 1922             | Oriente Médio, Leste Europeu, Balcãs e África do Norte |
|          | Primeira República Francesa           | Paris                | República                              | 1792 – 1804             | França                                                 |
|          | Mônaco                                | Monaco-Ville         | Monarquia, Principado/Cidade-Estado    | 1297 - Estado existente | Riviera Francesa                                       |
|          | Reino de Portugal                     | Lisboa               | Monarquia, Reino                       | 1139 – 1910             | Península Ibérica                                      |
|          | Reino Unido da Grã-Bretanha e Irlanda | Londres              | Monarquia, Reino                       | 1801–1922               | Reino Unido e Irlanda                                  |
|          | Sacro Império Romano-Germânico        | Viena                | Monarquia eletiva, Império Confederado | 800 - 1806              | Europa Ocidental e Central                             |
|          | San Marino                            | Cidade de San Marino | República                              | 301 - Estado existente  | Península Itálica                                      |

### Sacro Império Romano-Germânico
| Bandeira           | Nome                                | Capital(is)       | Forma de Governo/Tipo    | Existênsia  |
| ------------------ | ----------------------------------- | ----------------- | ------------------------ | ----------- |
|                    | Principado de Anhalt-Bernburgo      | Bernburg          | Monarquia, Principado    | 1603 - 1863 |
|                    | Principado de Anhalt-Dessávia       | Dessau            | Monarquia, Principado    | 1603 – 1853 |
|                    | Principado de Anhalt-Köthen         | Köthen            | Monarquia, Principado    | 1603 – 1853 |
|                    | Cidade Livre de Frankfurt           | Frankfurt am Main | República, Cidade-Estado | 1372 – 1806 |
|                    | Eleitorado de Hanôver               | Hânover           | Monarquia, Principado    | 1692 - 1814 |
|                    | Condado de Hesse-Darmstadt          | Darmstadt         | Monarquia, Landegraviato | 1567 - 1806 |
|                    | Principado de Hesse-Homburg         | Homburg           | Monarquia, Landegraviato | 1622 - 1866 |
|                    | Condado de Hohenzollern-Hechingen   | Hechingen         | Monarquia, Principado    | 1576 – 1850 |
|                    | Condado de Hohenzollern-Sigmaringen | Sigmaringen       | Monarquia, Principado    | 1576–1850   |
|                    | Ducado da Alsácia                   | Glückstadt        | Monarquia, Ducado        | 1474 - 1864 |
|                    | Principado de Lipa                  | Detmold           | Monarquia, Principado    | 1123 - 1918 |
|                    | Cidade Livre de Lübeck              | Lübeck            | República, Cidade-Estado | 1226–1811   |
|                    | Arcebispado de Mogúncia             | Mogúncia          | Monarquia, Eleitorado    | 782 - 1803  |
|                    | Ducado de Mecklenburg-Schwerin      | Schwerin          | Monarquia, Ducado        | 1379-1815   |
|                    | Ducado de Mecklenburg-Strelitz      | Strelitz          | Monarquia, Ducado        | 1701–1815   |
| até 1801 · de 1801 | Reino da Prússia                    | Berlim            | Monarquia, Reino         | 1701 — 1918 |
|                    | Condado de Reuss-Ebersdorf          | Ebersdorf         | Monarquia, Principado    | 1678 – 1806 |
|                    |                                     |                   |                          |             |
|                    |                                     |                   |                          |             |

## Oceania
| Bandeira | Nome               | Capital(is) | Forma de Governo/Tipo | Existênsia | Localização |
| -------- | ------------------ | ----------- | --------------------- | ---------- | ----------- |
|          | Império Tu'i Tonga | Mu'a        | Monarquia, Império    | 950 – 1865 | Tonga       |